# Pabeanilir
Pabeanilir is een bestuurslaag in het regentschap Indramayu van de provincie West-Java, Indonesië. Pabeanilir telt 5996 inwoners (volkstelling 2010).